# Gaswerk (Weimar)

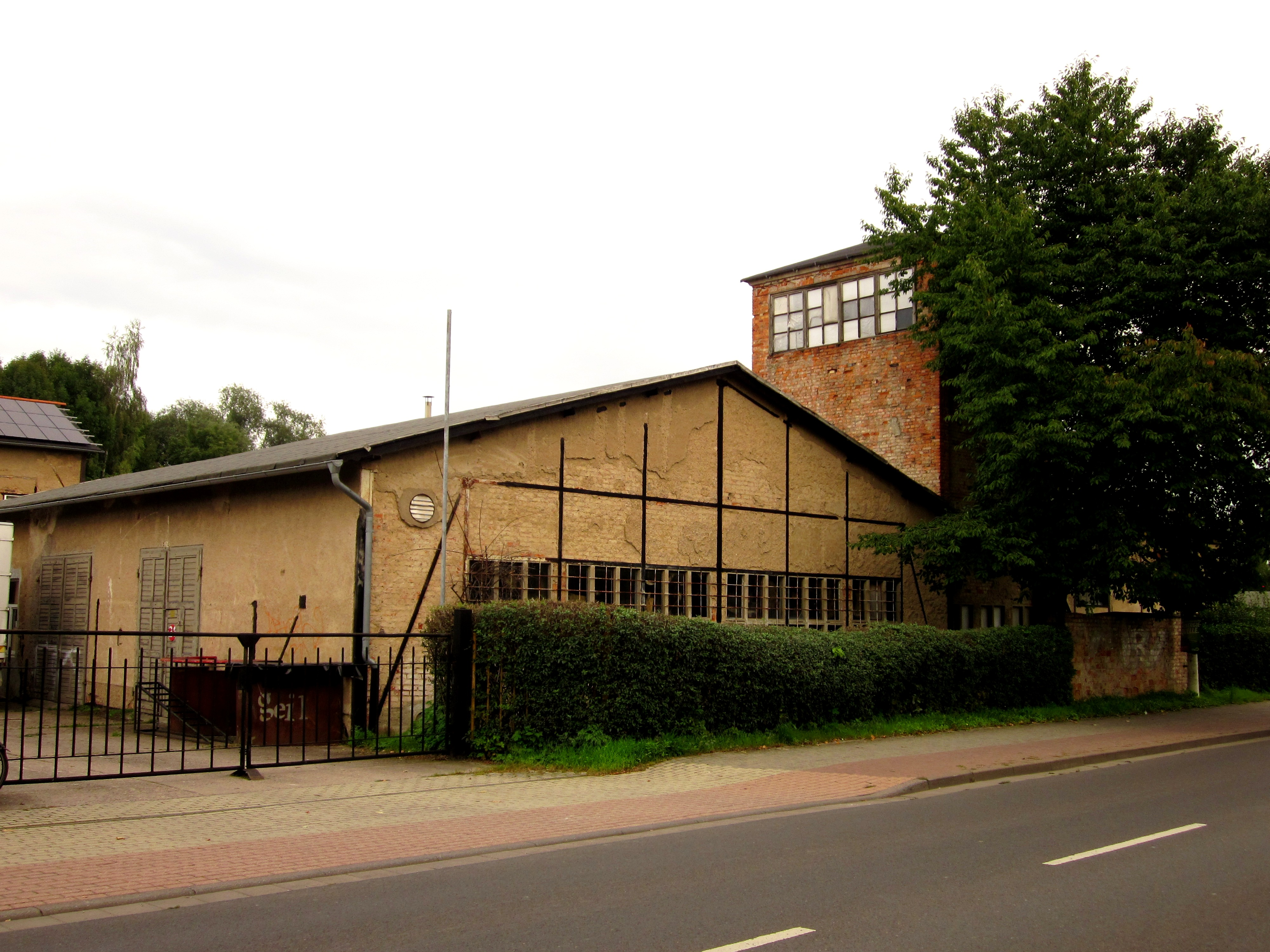
Werkhalle des ehemaligen Gaswerks in der Schwanseestraße 92

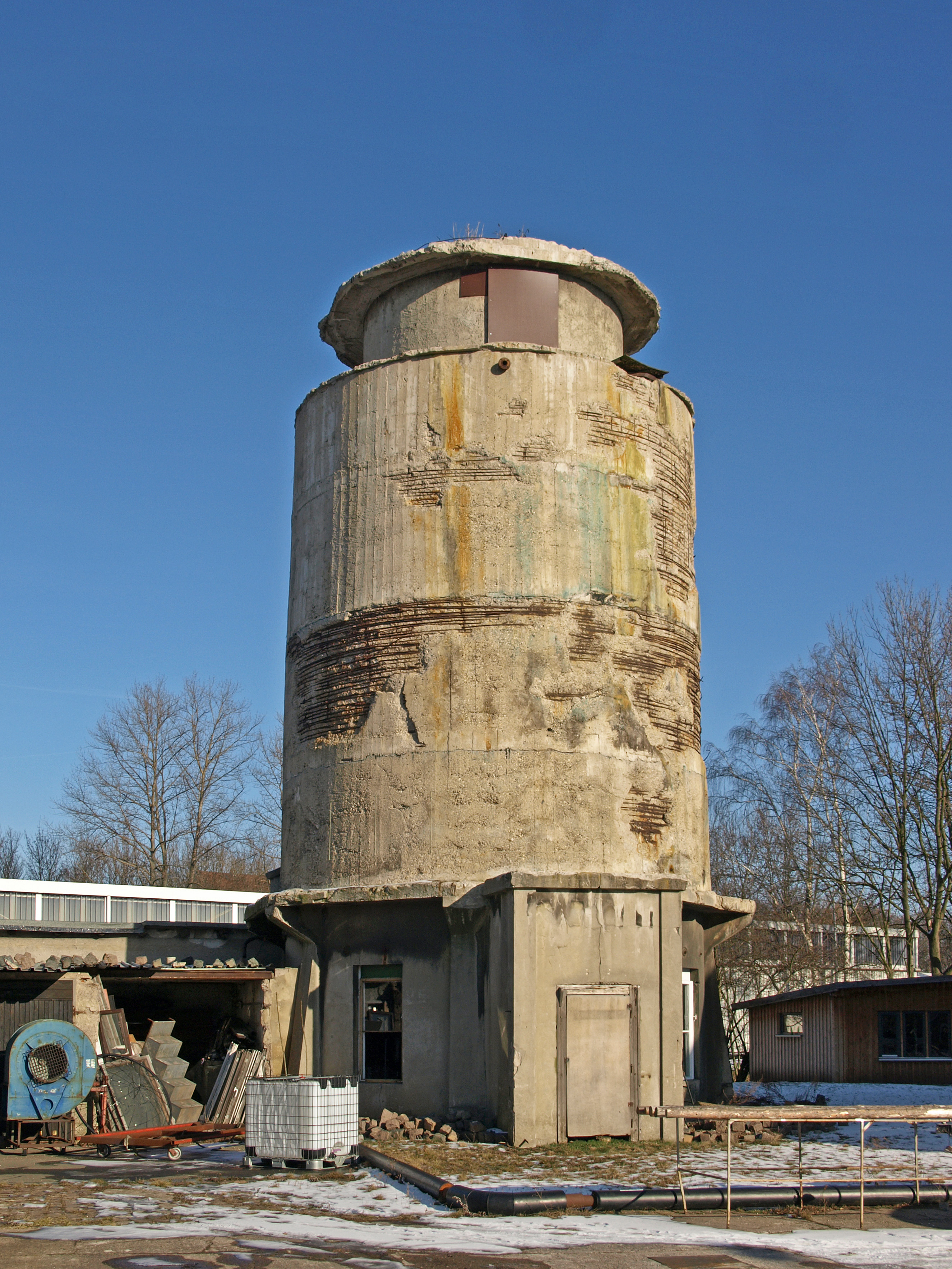
Ehemaliger Wasserturm im Gaswerk in der Schwanseestraße, dessen baufällige Fassade bereits abgebrochen wurde.

Das Gaswerk in Weimar entstand 1855 in der Klassikerstadt als einer der ersten Industriebetriebe an der „Ettersburger Chaussee“ am ehemaligen Güterbahnhof bzw. der Ettersburger Straße. Dort befand sich auch die 1926 errichtete Viehauktionshalle. Bauliche Reste vom alten Gaswerk gibt es nicht mehr. Auch Fotografien davon sind selten.

## Gaswerk(e) am Güterbahnhof und in der Schwanseestraße
Dem Bau am Güterbahnhof ging auf Initiative des Weimarer Oberbürgermeisters Wilhelm Christian Friedrich Bock die Gründung einer „Gasbereitungs-Gesellschaft“ zur Versorgung von Straßenlaternen und Privathaushalten am 26. Juni 1854 mit Genehmigung der Großherzoglichen Staatsregierung voraus. Die Gesellschaftsform war die einer Aktiengesellschaft. Januar 1856 wurde das Gaswerk in Betrieb genommen. Das Gaswerk betrieb ab 1857 die erste Dampfmaschine der Stadt mit einer Leistung von 1,5 PS. Obwohl das Werk mehrfach ausgebaut wurde, entsprach seine Kapazität nicht dem ansteigenden Bedarf. Ein weiteres leistungsstärkeres Gaswerk wurde in der Schwanseestraße 92 im Jahre 1908 eingerichtet. Mit der Inbetriebnahme dieser Anlage wurde die alte Gasanstalt am Güterbahnhof außer Betrieb genommen. Es stellte 1964 auch dort seine Produktion ein. Der Gasometer wurde 1987 abgebrochen. Die erste Fernversorgung mit Zusatzgas erfolgte 1941 aus Böhlen, dem heutigen Kraftwerk Lippendorf.
Über eine flächendeckende Ferngasversorgung wurde in Deutschland allerdings schon 1924 nachgedacht. Das Gaswerk in der Schwanseestraße wurde mit der Übernahme des Elektrizitätswerkes am Kirschberg 1920 zu einem wesentlichen Bestandteil der in diesem Jahr neu gebildeten „Städtischen Gas-, Wasser- und Elektrizitätswerke Weimar“. Erhalten ist auch der Wasserturm.
Das ehemalige Gaswerk in der Schwanseestraße 92 steht auf der Liste der Kulturdenkmale in Weimar (Einzeldenkmale).
Heute wird es u. a. als Projektwerkstatt und für kulturelle Einrichtung genutzt.